# Río Baleo
El río Baleo es un río del noroeste de la península ibérica que discurre por la provincia de La Coruña, en Galicia, España.

## Curso
El Baleo nace en la sierra de Faladoira y desemboca en el mar Cantábrico, formando la ría de Ladrido. Recibe ese nombre por atravesar el valle y aldea de O Baleo, próxima a su desembocadura.
Es un río corto y caudaloso, al igual que la mayoría de ríos de la cornisa cantábrica. Tiene tres afluentes principales: Castrillón, Foxo y Reboredo; y multitud de pequeños afluentes estacionales. Discurre en su totalidad dentro de los límites del municipio de Ortigueira.